# Hylobia undulata
Hylobia undulata is een keversoort uit de familie zwamspartelkevers (Melandryidae). De wetenschappelijke naam van de soort werd in 1880 gepubliceerd door Thomas Broun.